# Syndactyla ruficollis
Syndactyla ruficollis là một loài chim trong họ Furnariidae.